# Lac Grandbois
Lac Grandbois är en sjö i Kanada.   Den ligger i regionen Capitale-Nationale och provinsen Québec, i den sydöstra delen av landet, 300 km nordost om huvudstaden Ottawa. Lac Grandbois ligger 298 meter över havet. Arean är 0,38 kvadratkilometer. Den sträcker sig 1,1 kilometer i nord-sydlig riktning, och 0,8 kilometer i öst-västlig riktning.
I omgivningarna runt Lac Grandbois växer i huvudsak blandskog. Runt Lac Grandbois är det mycket glesbefolkat, med 6 invånare per kvadratkilometer.